# Herbert Jefferson Jr.
 (août 2017).
Si vous disposez d'ouvrages ou d'articles de référence ou si vous connaissez des sites web de qualité traitant du thème abordé ici, merci de compléter l'article en donnant les références utiles à sa vérifiabilité et en les liant à la section « Notes et références ».
Herbert Jefferson Jr., né le 28 septembre 1946 à Sandersville en Géorgie, est un acteur américain.
Il est mondialement connu pour le rôle du Lieutenant Boomer dans la série Galactica et sa suite.

## Biographie
Elevé à Jersey City dans le New Jersey, Herbert sort diplômé avec les honneurs en 1969 de la New York's American Academy of Dramatic Arts. Il fait ses premiers pas au HB Studio à New York et le prestigieux Actor's Studio auprès de Lee Strasberg.

## Filmographie

### Téléfilms

#### Années 1970
- 1972 : Cutter de Richard Irving : Tom Macklin
- 1974 : La Loi (The Law) de John Badham : Maxwell Fall
- 1978 : The Bastard de Lee H. Katzin : Lucas

#### Années 1980
- 1980 : Police Story: Confessions of a Lady Cop de Lee H. Katzin : Saylor
- 1982 : La Troisième Guerre mondiale de David Greene et Boris Sagal : Fred
- 1983 : Starflight One de Jerry Jameson : Kenny

### Séries télévisées

#### Années 1970
- 1970 : The Silent Force (série télévisée) : rôle sans nom
- 1970 : L'Immortel (The Immortal) (série télévisée) : Garland Colley
- 1970 : Mission impossible (Mission: Impossible) (série télévisée) : Luddy
- 1971 : Night Gallery (série télévisée) : Tom Mboya
- 1971 : The Partridge Family (série télévisée) : Le leader noir
- 1971 : Coup double (The Partners) (série télévisée) : rôle sans nom
- 1971 : Monty Nash (série télévisée) : Docteur Robert Stark
- 1973 : Mission impossible (Mission: Impossible) (série télévisée) : Artilleur Loomis
- 1973 : The Rookies (série télévisée) : Phil Walker
- 1973 : The New Perry Mason (série télévisée) : Wilke Jones
- 1974 : Firehouse (série télévisée) : Franklin
- 1974 : Cannon (série télévisée) : Injara
- 1974 : Docteur Marcus Welby (Marcus Welby M.D.) (série télévisée) : Danny Williams
- 1974 : Get Christie Love! (série télévisée) : Howard
- 1974 : Les Rues de San Francisco (The Streets of San Francisco) (série télévisée) : Jimbo Hudson
- 1975 : Columbo (série télévisée) : S. Baxter
- 1975 : Caribe (série télévisée) : Haskins
- 1975 : Get Christie Love! (série télévisée) : Louis Turner
- 1975 : Popi (en) (série télévisée) : Jackson
- 1975 : Un shérif à New York (McCloud) (série télévisée) : Père Livingston
- 1976 : Le Riche et le Pauvre (Rich Man, Poor Man, Book 1) (série télévisée) : Roy Dwyer
- 1976 : Un shérif à New York (McCloud) (série télévisée) : Docteur
- 1976 : Super Jaimie (The Bionic Woman) (série télévisée) : Baxley
- 1976 : Delvecchio (série télévisée) : Earl Slade
- 1976 : Le Nouvel Homme invisible (Gemini Man) (série télévisée) : Arch Kingston
- 1976 : Les Héritiers (Rich Man, Poor Man Book 2) (série télévisée) : Roy Dwyer
- 1977 : Fish (série télévisée) : Roger Kutumba
- 1977 : Les Rues de San Francisco (The Streets of San Francisco) (série télévisée) : Jerry Washington
- 1977 : Szysznyk (série télévisée) : Danny
- 1978-1979 : Galactica (Battlestar Galactica) (série télévisée) : Lieutenant Boomer

#### Années 1980
- 1980 : The White Shadow (série télévisée) : Edward Thorpe
- 1980 : Quincy (Quincy M.E.) (série télévisée) : Kenny Mitchell
- 1980 : Galactica 1980 (Galactica 1980) (série télévisée) : Colonel Boomer
- 1982 : Devlin Connection (The Devlin Connection) (série télévisée) : Otis Barnes
- 1982 : K 2000 (Knight Rider) (série télévisée) : Muntzy
- 1982 : Hooker (T.J. Hooker) (série télévisée) : Sergent Benteen
- 1983 : The Yellow Rose (série télévisée) : Purvis
- 1984 : Supercopter (Airwolf) (série télévisée) : Commandant du tanker
- 1984 : Shérif, fais-moi peur  (The Dukes of Hazzard) (série TV) (saison 6, épisodes 16 et 17 "La mafia est dans la course") : Agent Walden
- 1984 : Espion modèle (Cover Up) (série télévisée) : Capitaine de la police de New York
- 1985 : L'Homme qui tombe à pic (The Fall Guy) (série télévisée) : L'homme du nettoyage
- 1985 : Alfred Hitchcock présente (Alfred Hitchcock Presents) (série télévisée) : Officier de police
- 1987 : Capitaine Furillo (Hill Street Blues) (série télévisée) : Earl Phillips

#### Années 1990
- 1994 : Urgences (E.R.) (série télévisée) : Soldat
- 1996 : Sister, Sister (série télévisée) : Entraîneur
- 1999 : Sunset Beach (série télévisée) : Chef Price

#### Années 2010
- 2015 : Star Trek: Renegades (série télévisée) : Amiral Satterlee